# Bangweulusøen
Bangweulusøen eller Lake Bangweulu er en stor men lavvandet sø i Zambia. Bangweulu betyder "stedet hvor vandet når himlen". Det gråblå vand forsvinder ud i horisonten og blander sig fuldstændig med himlen. Derfor kan det være svært at sige præcis hvor horisonten er. Sumpe omkranser søen med flere hundrede kilometer – området kaldes Bangweulusumpene. Søen løber ud i Luapula-floden. Chambeshi-floden løber ud i Luapula i Bangweulusumpen.
Selv om søen blev omtalt af den portugisiske rejsende Francisco de Lacerda i 1798, blev Bangweulu først nået i 1868 af David Livingstone, som døde seks år senere i sumpene mod syd. Den blev delvis kortlagt i 1883 af den franske rejsende Victor Giraud og først omsejlet af Poulett Weatherley i 1896.
11°05′S 29°45′Ø / 11.083°S 29.750°Ø
|  | Infoboks uden skabelon Denne artikel har en infoboks dannet af en tabel eller tilsvarende. |